# Restaurante Macoatl
Restaurante Macoatl es una historieta mexicana del género de comedia realizada por el historietista y animador Ruy Fernando Estrada Rivera. Trata de personajes fantásticos habitantes de la América precolombina, y se caracteriza por usar elementos del arte mesoamericano en las líneas de movimiento u otras técnicas de dibujo, y por incluir palabras nahuas en los diálogos.
La tira se publica semanalmente en la revista Ocio de Guadalajara y en línea cada viernes. En mayo de 2011 se anunció que estaba en desarrolló un compendio impreso, y que podría estar disponible en la Feria Internacional del Libro de Guadalajara del mismo año.
Debido a que el autor lee todos los comentarios publicados por los lectores en la versión en línea, existe una retroalimentación tan rápida que las opiniones del público pueden tener efecto en la tira de la semana siguiente.

## Temática

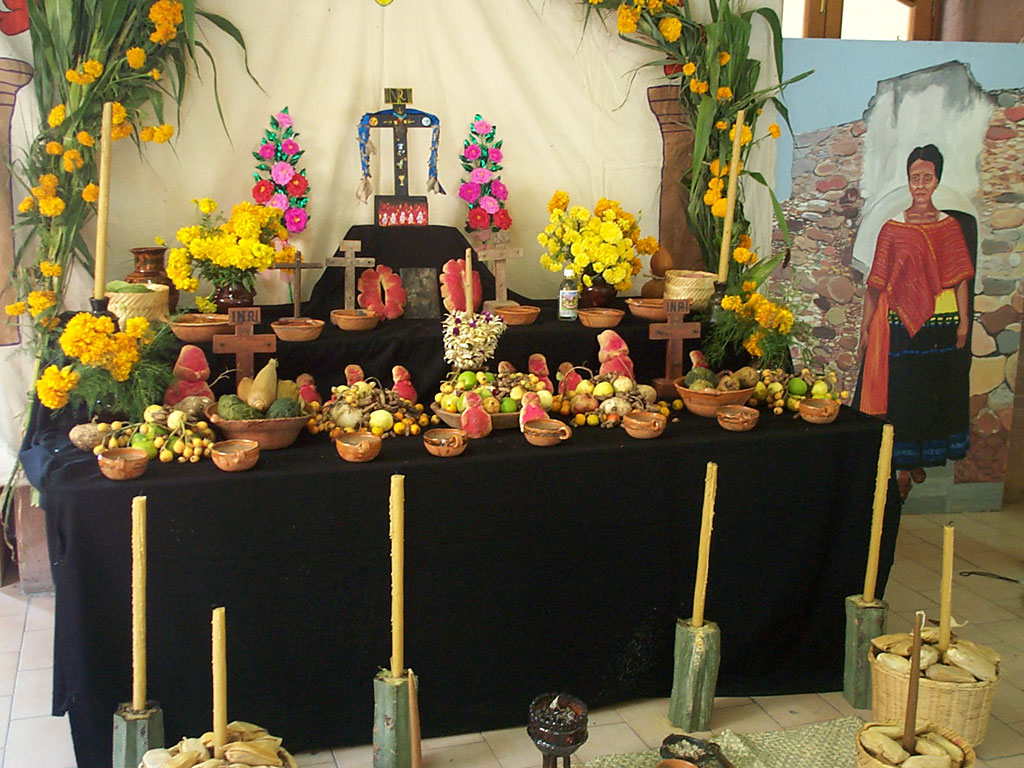
El Día de Muertos es un tema recurrente en Macoatl.

Muchas entregas de la historieta son chistes cortos que se desarrollan en el restaurante Macoatl de comida mexicana, que es el lugar donde confluyen los personajes principales. Sin embargo, también existen sagas que abarcan varias tiras y en las que uno o más personajes principales se embarcan en una aventura, lo que permite al lector observar el mundo que habitan en un contexto más amplio. Algunas de las sagas que se han publicado hasta ahora son La leyenda de los tacos dorados de picadillo, Tikoloteo vuelve a casa, Concurso internacional de comida nacional en Acapulco, Tik contra Ojetli y Pelota Dragón.
Entre los temas recurrentes de la historieta están los elementos de la cultura popular de Jalisco y de México en general, las diferencias tecnológicas con la era moderna, las situaciones comunes en un restaurante o la cultura popular de los videojuegos. También son comunes las tiras conmemorativas de días festivos celebrados en México, especialmente el Día de Muertos.
También han aparecido personajes invitados de otras historietas como Muerte querida, El Cerdotado o Mostro.

## Personajes principales

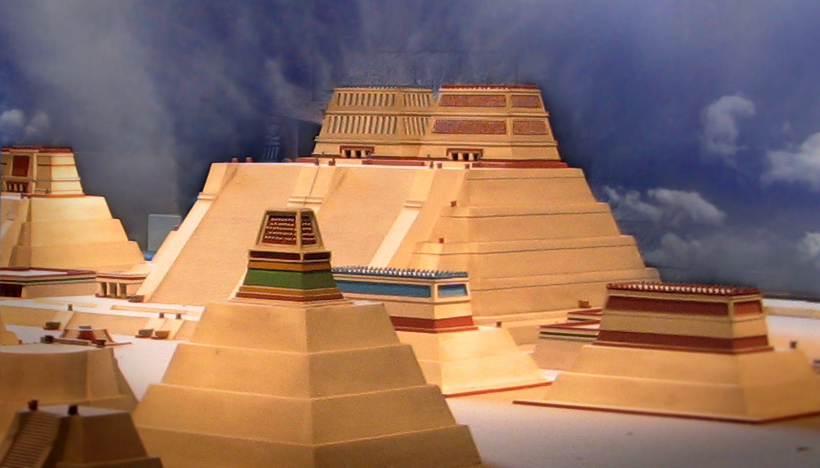
De no haberse unido a Checomal, Ichuel podría haber sido la bailarina principal del Templo Mayor.

- Checomal es dueño y cocinero del restaurante Macoatl. A pesar de que a menudo se preocupa más por el restaurante que por el bienestar (o la remuneración) de los otros personajes que trabajan en Macoatl,[25] Checomal es como una figura paterna para ellos. No suele tomar bien las críticas de su comida,[26] pero constantemente intenta conseguir nuevas recetas y aumentar la popularidad del restaurante.[27] Checomal es un reptil[28] ya que es un coatlalteca (originario de Coatlán, «Lugar de serpientes»).
- Ichuel es la empleada de mayor antigüedad de Macoatl ya que Checomal la seleccionó cuando niña para ayudar en el restaurante cuando lo fundó.[29] Debido a esto perdió la oportunidad de ser la bailarina principal en el Templo Mayor, por lo cual le guarda cierto resentimiento a Checomal.[29] Sin embargo, la relación entre ellos es buena, e Ichuel es a menudo la voz de la razón en Macoatl.[26] A pesar de ser atractiva y muy joven, le preocupa mucho su edad[7] (los otros personajes principales son menores que ella, excepto por Checomal). Ichuel es una reptil antropomorfa y tiene largas plumas en sus brazos.[30]
- Kaira es la princesa del reino de Coatlán.[31] Este fue abandonado tras la invasión de unos personajes llamados pitayos, por lo que Kaira se embarcó junto con Xio y Tik en la misión de capturarlos.[32] Kaira es algo inmadura y puede ser impulsiva, especialmente en presencia de algún pitayo, a quienes odia.[33] Sin embargo, se preocupa por el bienestar de sus compañeros[34] y nunca ha intentado hacer gala de su título de princesa (incluso ha trabajado haciendo labores manuales en Macoatl[25]). Kaira también es una reptil antropomorfa,[31] y puede regenerar su cola.[35]

Este símbolo mesoamericano, que significa «palabra», sale de la boca de los personajes cuando gritan.

- Xio siempre ha estado al servicio de la familia real de Coatlán, por lo que conoce a Kaira desde pequeña.[36] A pesar de ser servicial y educado con todos, sobre-protege a Kaira[37] y es algo crédulo.[36] Xio también es un reptil antropomorfo,[36] y es el único miembro del grupo que puede volar.
- Tik acompaña a Kaira y Xio en la misión de capturar a los pitayos. Tik vive despreocupado y siempre sonríe, incluso en las situaciones más adversas. De hecho, Tik parece ser inmune al peligro (tal vez hasta a la muerte) desde que nació.[38] Todo esto le impide darse cuenta de sus propias limitaciones (especialmente su mal sentido de orientación), lo que causa que involuntariamente ponga en situaciones de peligro (aunque cómicas) a quien quiera que esté cerca de él.[39] «Tik» es abreviación de Tikoloteo y, de hecho, ¡su nombre completo es de 21 palabras![6] Tik es humano y lleva siempre una máscara.[40]
- Siete entró a trabajar en Macoatl para ayudar a su familia después de que su padre quedó desempleado. Es la integrante más nueva del grupo, pero ella ya había conocido a Tik en uno de los viajes de éste,[12] y fue por culpa de él que el nombre de Siete cambió a «Februncia Siete»[41] (aunque ella trata de ocultarlo[42]). A pesar de eso, el rencor de Siete hacia Tik terminó convirtiéndose en amor (cosa de la que él no parece percatarse).[43] Siete es inteligente y emprendedora, y no duda en sacrificarse por las personas que quiere. Siete es humana y usa una máscara.[44]

## Formato
Aunque la versión en línea se publica a color, la versión impresa en ocasiones es publicada en blanco y negro.
Originalmente, en el primer o último panel aparecía el logotipo de la historieta con la leyenda Macoatl, pero después esta pasó a ser Restaurante Macoatl para evitar la confusión de algunos lectores que creían que «Macoatl» era el nombre de Checomal o Ichuel (los únicos personajes principales en los primeros años). Últimamente el panel con el logotipo aparece solo en algunas tiras.

## Orígenes
Antes de la publicación de Macoatl, en el año 2004 el concepto original de la historieta giraba en torno a la misión de Kaira, Xio y Tik de atrapar a los pitayos. Sin embargo, debido a que en ese tiempo un periódico buscaba una historieta para su sección de restaurantes, el proyecto tomó un giro y se enfocó en Checomal e Ichuel (los fundadores del restaurante Macoatl), y el resto de los personajes principales solo comenzó a aparecer dos años después.